# Hugo Pütter
Hugo Pütter (* 13. November 1883 in Langendreer; † 28. März 1963 in Bad Soden am Taunus) war ein hessischer Politiker (DDP, CDU) und ehemaliger Abgeordneter der Verfassungberatenden Landesversammlung Groß-Hessen, einem Vorgänger des Hessischen Landtags.
Hugo Pütter war nach dem Besuch der Volksschule Hörer an der Akademie für Sozial- und Handelswissenschaften und besuchte die Kaufmännische Fortbildungsschule. Danach arbeitete er als Kaufmann und Abteilungsleiter.
Vor 1933 war Hugo Pütter Vorsitzender der Deutschen Demokratischen Partei in Bad Soden am Taunus. 1945 wurde er Gründungsmitglied und Vorsitzender der CDU Bad Soden. Er war für seine Partei von 1946 bis 1948 Mitglied des Kreistags des Main-Taunus-Kreises und vom 15. Juli 1946 bis zum 30. November 1946 Mitglied der Verfassungberatenden Landesversammlung Groß-Hessen.